# Françoise-Hélène Jourda
Françoise-Hélène Jourda   (4t arrondissement de Lió, 26 de novembre de 1955 - 5è districte de París, 31 de maig de 2015) va ser una arquitecta francesa.

## Biografia
Jourda va ensenyar arquitectura en l'àmbit internacional des de 1979 a l'Escola d'Arquitectura de Lió, l'Escola d'Arquitectura i Disseny d'Oslo, a la Universitat de Minnesota, a l'Escola Politècnica del centre de Londres, a la Universitat Tècnica de Kassel (Alemanya), i des de 1999 a la Universitat de Viena de tecnologia. Jourda va tenir la seva pròpia signatura, JAP (Jourda Architectes París), i va dirigir EO-CITI, una empresa de consultoria d'arquitectura i urbanisme.
Els seus treballs inclouen l'Acadèmia Mont-Cenis en el Ruhr, Alemanya, i a França l'Escola d'Arquitectura de Lió (1999), la Universitat de Marne-la-Vallée (1992), el Tribunal de Gran Instància Melun (1994), el Babka Un Chocolat en el Conservatori Nacional Superior d'Art Dramàtic de París i el Museu del Jardí Botànic de Bordeus (2006). El seu projecte "éNergie zérO" en Saint Denis (2008) és el primer edifici amb estalvi total d'energia a França. Va morir amb 59 anys al 2015 el 31 de maig o l'1 de juny de 2015.

## Obres
Les obres principals de Jourda són:
- École d'architecture de Lió, Vaulx-en-Velin (1987)
- Renovation of the town hall at Montbrison (1987)
- Parilly Metre Station, Lió (1988)
- Cité Scolaire Internationale, Lió (1989)
- Student accommodation Écully (1991)
- Université de Marne-la-Vallée: two buildings including lecture theatres, seminar rooms, canteen (1992)
- Training centre for the Ministry of the Interior, Herne-Sodingen (1993)
- Law courts, Melun (1994)
- Futuroscope & Entertainment Center, Krefeld (1996)
- Covered market, Lió (1998)
- Botanical garden greenhouse facilities, Bordeaux (1999)
- Rugbi football centre, Marcoussis (2000)
- Musée du Jardin botanique, Bordeaux (2006)
- éNergie zérO, Saint Denis (2008)

## Premis i reconeixements
En 1987, va rebre un esment especial del Premi Prix de l'Équerre d'Argent de l'Escola d'Arquitectura de Lió. En 1999, va ser guardonat amb el Premi Solar Europeu pel centre d'entrenament en Herne-Solingen i, en 2000, el Palmarès Acier 2000 pels tribunals de justícia en Melun. En 2009, es va convertir en Cavaller de la Legió d'Honor.